# Max Gerstl
Max Gerstl (* 29. Dezember 1921 in Walchsing; † 12. Januar 1994 in Aicha, Gemeinde Beutelsbach) war ein deutscher Politiker (CSU).
Max Gerstl, Sohn von Mathilde Gerstl, geborene Zacher, und des Land- und Gastwirts Max Gerstl, besuchte die Volksschule im niederbayerischem Walchsing und machte im elterlichen Betrieb, wo er dann auch tätig war, die Lehre zum Metzger und erhielt dort eine landwirtschaftliche Ausbildung. Zum Betrieb gehörten auch die Zweige Gast- und Landwirtschaft. Im Zweiten Weltkrieg wurde er zur Wehrmacht, bei der er von 1941 bis 1945 seinen Wehrdienst leistete, einberufen und war für diese in Russland tätig. Er wurde am 1. Februar 1945 verwundet und in Deutschland von den Amerikanern in Kriegsgefangenschaft genommen. 1947 legte er die Meisterprüfung im Metzgerhandwerk ab. 1950 zog er nach Aicha in Niederbayern, wo er einen Bauernhof mit 60 Tagwerk bewirtschaftete.
Gerstl wurde 1956 Mitglied des Gemeinderats von Beutelsbach, am 1. Mai 1960 wurde er Erster Bürgermeister der Gemeinde. Im selben Jahr zog er für die CSU in den Vilshofener Kreistag ein. Nach der Gebietsreform wurde er stellvertretender Vorsitzender des neuen Kreisverbandes der CSU in Passau. Von 1966 bis 1982 war er Mitglied des Bayerischen Landtags, zunächst im Stimmkreis Griesbach im Rottal, Vilshofen, später im Stimmkreis Passau-West.
Gerstl war katholisch, verheiratet und hatte drei Kinder.